# لوندن
لوندن (به آلمانی: Lunden) یک شهر در آلمان است که در دیمارشن واقع شده‌است. لوندن ۱٬۶۵۱ نفر جمعیت دارد.